# 莫氏鼠鱚
莫氏鼠鱚為輻鰭魚綱鼠鱚目鼠鱚科的其中一種，發現於中太平洋東部的夏威夷群島海域，棲息深度可達183公尺，體長可達30公分。棲息於砂泥質底部海域，喜埋藏在沙中，吃底棲性與穴居無脊椎動物。

## 扩展阅读
維基物種上的相關：莫氏鼠鱚